# Leszek Engelking
Pour les articles homonymes, voir Engelking.
Leszek Engelking, né le 2 février 1955 à Chorzów (République populaire de Pologne) et mort le 22 octobre 2022, est un poète, traducteur, écrivain, essayiste, historien de la littérature et critique littéraire polonais.

## Biographie
Leszek Maria Engelking passe son enfance à Chorzów. Diplômé en philologie polonaise en 1979 à l'université de Varsovie. En 2002 il fait son doctorat sur un groupe littéraire tchèque Groupe 42 (Skupina 42). Il travaille à l'université de Łódź.
Leszek Engelking est membre de l'association des écrivains polonais (Stowarzyszenie Pisarzy Polskich), du PEN club polonais et de la Société européenne de culture. Il habite à Brwinów dans la voïvodie de Mazovie[Quand ?].

## Œuvres
- Livres poétiques
  - Autobus do hotelu Cytera (Varsovie 1979)
  - Haiku własne i cudze (Cracovie 1991)
  - Mistrzyni kaligrafii i inne wiersze (Cracovie 1994)  (ISBN 83-7081-115-9)
  - Dom piąty (Cracovie 1997)  (ISBN 83-7081-377-1)
  - I inne wiersze (Cracovie 2000)  (ISBN 83-7081-395-X) (OCLC 751221943)
  - Muzeum dzieciństwa (Poznań 2011)  (ISBN 978-83-62717-13-2)
  - Komu kibicują umarli? (Poznań 2013)  (ISBN 978-83-62717-75-0)
  - Suplement (Łódź 2016)  (ISBN 978-83-62733-48-4)
- Nouvelles
  - Szczęście i inne prozy (Varsovie 2007)  (ISBN 978-83-7233-116-8)
- Critique et histoire littéraire
  - Vladimir Nabokov (Varsovie 1989)  (ISBN 83-07-01628-2)
  - Vladimir Nabokov. Podivuhodný podvodník (Olomouc 1997)  (ISBN 80-7198-258-X)
  - Surrealizm, underground, postmodernizm. Szkice o literaturze czeskiej (Lodz 2001)  (ISBN 83-7171-458-0)
  - Codzienność i mit. Poetyka, programy i historia Grupy 42 w kontekstach dwudziestowiecznej awangardy i postawangardy (Lodz 2005)  (ISBN 83-7171-826-8)
  - Chwyt metafizyczny. Vladimir Nabokov - estetyka z sankcją wyższej rzeczywistości (Lodz 2011)  (ISBN 978-83-7525-624-6)
  - Nowe mity. Twórczość Jáchyma Topola (Łódź 2016)  (ISBN 978-83-8088-038-2)
  - Bytom w literaturze: dzieła, miejsce, zakorzenienie, tożsamość, mit (Bytom 2018)  (ISBN 978-83-65786-17-3)
  - Szwejkowie i Don Kichoci (Lodz 2019)  (ISBN 978-83-62409-92-1)
- Anthologies
  - Wyspy na jeziorze (Cracovie 1988; antologia poezji brytyjskiej i amerykańskiej)
  - Oleg Pastier, Karol Chmel, Ivan Kolenič, Oko za ząb. Trzej współcześni poeci słowaccy, Sejny 2006,  (ISBN 83-86872-83-7)
  - Maść przeciw poezji. Przekłady z poezji czeskiej, Wrocław 2008)  (ISBN 978-83-60602-69-0)
  - Leszek Engelking, Andrzej Szuba, Obraz i wir. Antologia anglo-amerykańskiego imagizmu (Instytut Badań Literackich PAN, Fundacja "Centrum Międzynarodowych Badań Polonistycznych", Warszawa 2016)  (ISBN 978-83-938702-2-6)
- Livres traduits à l'étranger
  - Vid cioho ne vmyraiut..., 1997, Ukraine
  - A jiné básně a jiné básně, 1998, République tchèque
  - Your Train the Local, 2001, États-Unis
  - Paulina’s House, 2002, États-Unis
  - Zanechala si odtlačky prstov na mojej koži, 2005, Slovaquie
  - Museo de la infancia, 2010, Espagne

## Traductions
Leszek Engelking a traduit en polonais des œuvres de la littérature classique et contemporaine d'écrivains tels que Charles Bukowski, Basil Bunting, Richard Caddel, Hilda Doolittle, T.E. Hulme, Amy Lowell, Ezra Pound, Christopher Reid, William Carlos Williams, William Butler Yeats, Agneta Pleijel, M. Aguéev, Nicolaï Goumilev, Vladimir Nabokov, Nicolas Roerich, Maximilian Volochine, Andreï Khadanovitch, Lina Kostenko, Gerardo Beltrán, Jorge Luis Borges, Federico García Lorca, Sœur Juana Inés de la Cruz, Abel Murcia, Pavol Országh Hviezdoslav, Michal Ajvaz, Ivan Blatný, Egon Bondy, Václav Burian, Jakub Deml, Vratislav Effenberger, František Halas, Jiřina Hauková, Daniela Hodrová, Vladimír Holan, Miroslav Holub, Milena Jesenská, Josef Kainar, Ladislav Klíma, Jiří Kolář, Petr Král, Ludvík Kundera, Petr Mikeš, Jaroslav Seifert, Jan Skácel, Jáchym Topol, Jaroslav Vrchlický, Oldřich Wenzl ou Ivan Wernisch.